# Philodendron appendiculatum
Philodendron appendiculatum, denominada comúnmente güembé (al igual que otras especies del género), es una especie de arbusto perenne del género Philodendron de la  familia de las aráceas. Habita en selvas, humedales, y bosques húmedos del centro-este de América del Sur.

## Distribución y hábitat
Esta especie se distribuye en el centro-este de América del Sur, en el sudeste del Brasil, en los estados de Paraná y Santa Catarina. En la Argentina se distribuye en la mesopotamia, en el extremo nordeste del país, con registros solamente en la provincia de Misiones.
Vive en el sotobosque de la selva clímax perteneciente a la provincia fitogeográfica paranaense.

## Descripción
Es una planta de hojas muy grandes, pecioladas, con largas raíces adventicias que se agarran fuerte al suelo pero también tienen capacidad para trepar. Flores monoicas en espádices. El fruto es una baya.

## Usos
Es empleada como planta ornamental.  

## Taxonomía
Philodendron appendiculatum fue descrito por Marcus A. Nadruz y Simon Joseph Mayo y publicado en Boletim de Botânica, Departamento de Botânica. Instituto de Biociências, Universidade de São Paulo 17: 50. 1998.
Etimología
Ver: Philodendron
appendiculatum: epíteto latino que significa "con pequeños apéndices".